# Bonne Terre
Bonne Terre és una població dels Estats Units a l'estat de Missouri. Segons el cens del 2008 tenia 6.854 habitants.

## Demografia
Segons el cens del 2000, Bonne Terre tenia 4.039 habitants, 1.554 habitatges, i 1.062 famílies. La densitat de població era de 386 habitants per km².
Dels 1.554 habitatges en un 35,9% hi vivien nens de menys de 18 anys, en un 49,4% hi vivien parelles casades, en un 14,4% dones solteres, i en un 31,6% no eren unitats familiars. En el 27,3% dels habitatges hi vivien persones soles el 13,9% de les quals corresponia a persones de 65 anys o més que vivien soles. El nombre mitjà de persones vivint en cada habitatge era de 2,53 i el nombre mitjà de persones que vivien en cada família era de 3,06.
Per edats la població es repartia de la següent manera: un 27,1% tenia menys de 18 anys, un 10% entre 18 i 24, un 27,9% entre 25 i 44, un 19,3% de 45 a 60 i un 15,8% 65 anys o més.
L'edat mediana era de 35 anys. Per cada 100 dones de 18 o més anys hi havia 85,1 homes.
La renda mediana per habitatge era de 29.929 $ i la renda mediana per família de 37.072 $. Els homes tenien una renda mediana de 29.617 $ mentre que les dones 18.310 $. La renda per capita de la població era de 15.062 $. Entorn de l'11,7% de les famílies i el 15,4% de la població estaven per davall del llindar de pobresa.

## Poblacions més properes
El següent diagrama mostra les poblacions més properes.